# Mesna
Mesna, prodávaná pod obchodní značkou Mesnex, je lék používaný u osob užívajících cyklofosfamid nebo ifosfamid ke snížení rizika krvácení z močového měchýře .  Podává se buď ústy nebo nitrožilně .
Mezi časté nežádoucí účinky patří bolest hlavy, zvracení, ospalost, ztráta chuti k jídlu, kašel, vyrážka a bolest kloubů.  Mezi závažné nežádoucí účinky patří alergické reakce . Použití během těhotenství je pro dítě bezpečné, ale toto použití není ještě zcela prozkoumáno.  Mesna je organická sloučenina síry .  Funguje tak, že mění produkty rozkladu cyklofosfamidu a ifosfamidu v moči a reaguje s nimi za vzniky netoxických látek.
Mesna byl schválen pro lékařské použití ve Spojených státech v roce 1988.  Je na Seznamu základních léků Světové zdravotnické organizace, nejbezpečnějších a nejúčinnějších léků potřebných ve zdravotnickém systému.  Velkoobchodní náklady v rozvojovém světě činí asi 3,50 amerických dolarů za lahvičku s obsahem účinné látky 400 mg. 

## Lékařské použití

### Adjuvantní chemoterapie
Přípravek Mesna se používá terapeuticky ke snižování výskytu hemoragické cystitidy a hematurie při protirakovinné chemoterapii pomocí cyklofosfamidu nebo ifosfamidu. Tato dvě protirakovinová činidla in vivo mohou být přeměněna na urotoxické metabolity, jako je např. akrolein.
Mesna pomáhá detoxikovat tyto metabolity ze pomoci reakce její thiolové skupiny se sloučeninami obsahujícími 2,3-nenasycený karbonyl, jako je akrolein.  Tato reakce je známá jako Michaelova adice . Mesna také zvyšuje vylučování cysteinu močí.

### Ostatní
Mimo Severní Ameriku se mesna také používá jako mukolytické činidlo, které pracuje stejným způsobem jako acetylcystein.

## Užití
Podává se nitrožilně nebo perorálně. Orální dávky musí být dvojnásobkem nitrožilní dávky mesny. Perorální podání umožňuje pacientům opustit nemocnici dříve.

## Mechanismus účinku
Mesna snižuje toxicitu urotoxických sloučenin, které se mohou vytvářet po podání chemoterapie. Mesna je ve vodě rozpustná sloučenina s antioxidačními vlastnostmi a je podávána současně s chemoterapeutickými látkami cyklofosfamid a ifosfamid . Mesna se koncentruje v močovém měchýři, kde se hromadí akrolein po podání chemoterapie a Michaelovou adicí tvoří konjugát s akroleinem a dalšími urotoxickými metabolity.  Tato konjugační reakce inaktivuje urotoxické sloučeniny na neškodné metabolity. Metabolity se poté vylučují močí.